# Cultura islàmica

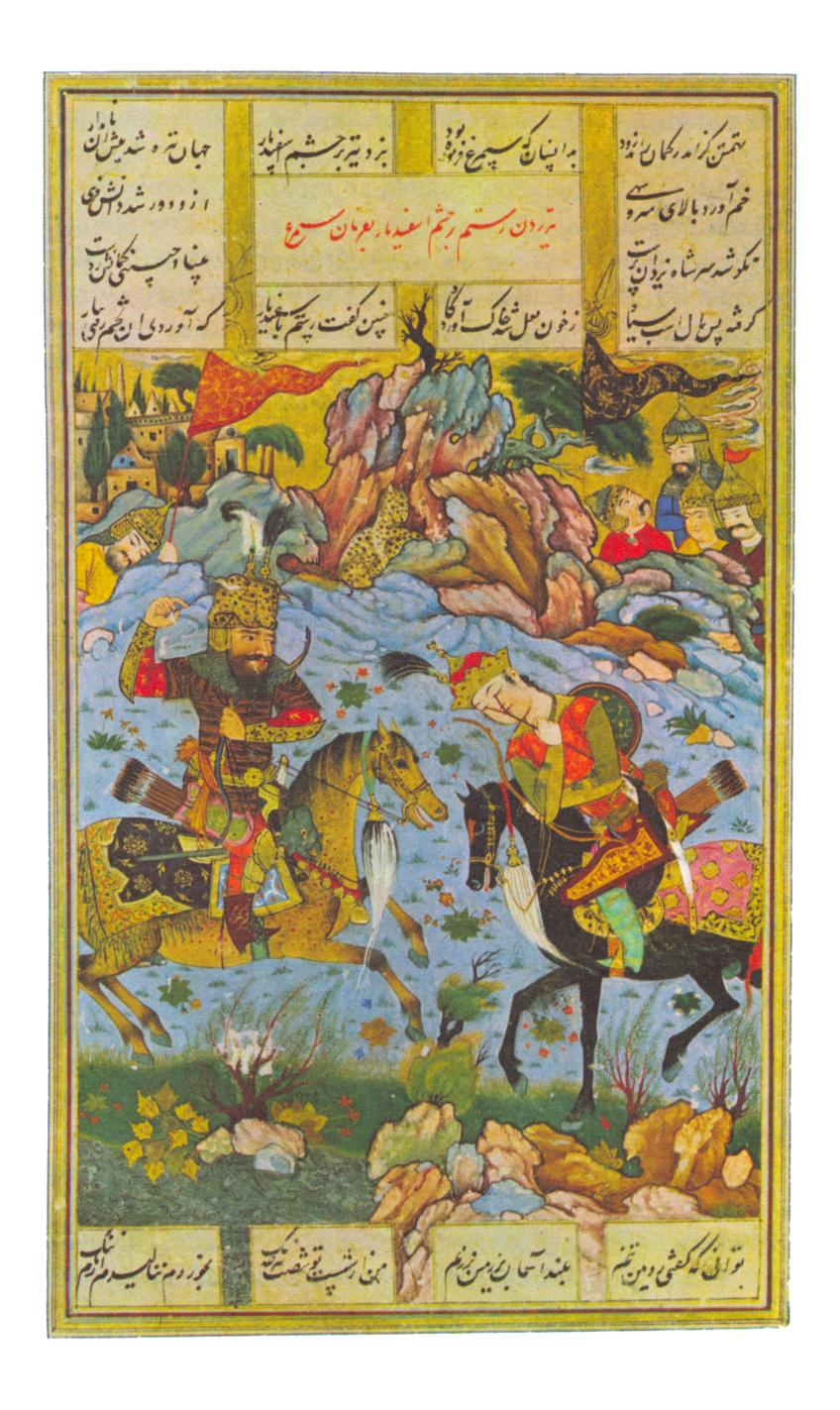
L'epopeia persa de Rostam i Esfandiyar del Shahnameh. Aquest tipus de relats influirien posteriorment en les cançons de gesta europees.

La cultura islàmica són les pràctiques culturals dels pobles islamitzats. Es considera que aquesta cultura va tenir el seu apogeu durant l'edat mitjana, època que coincideix amb la màxima extensió que arribaren a tenir els diferents regnes de caràcter musulmà.

## Cultura religiosa
L'islam és una religió monoteista creada per Mahoma, cronològicament el tercer gran corrent monoteista de la família de les religions abrahàmiques. El seu origen se situa a la península Aràbiga al segle vii. El seu llibre sagrat és l'Alcorà, acceptat com a revelació divina. També es consideren com a llibres revelats, però tergiversats per l'home, la Torà, els Salms i els Evangelis.
Els cinc pilars de l'islam constitueixen els preceptes fonamentals obligatoris pels musulmans. Són:
- La professió de fe o xahada, consistent en declarar el següent:

Ašhādu anna lā ilāha illā [A]llâhu wa anna Muhammadan rasūlu l-lâh, és a dir: "dono fe que no hi ha més divinitat que Déu i Mahoma és el missatger de Déu".
- L'oració o salat, que obliga cada creient a resar cinc vegades al dia en direcció a la Meca.
- L'almoina o zakat, amb la qual una vegada a l'any els musulmans rics han de donar a les persones més pobres de la seva comunitat una quarantena part dels seus havers si és que passa d'un determinat mínim.
- El dejuni o sawm, que consisteix a abstenir-se durant el mes de ramadà de menjar, beure, fumar i mantenir relacions durant el dia.
- La peregrinació a la Meca o hajj, que ha de realitzar-se com a mínim una vegada a la vida per qui tingui les capacitats físiques i materials de fer-ho. És entre el 8 i el 13 del mes lunar de dhu-l-hijja que es duu a terme la gran peregrinació a la Meca.

## Ciències

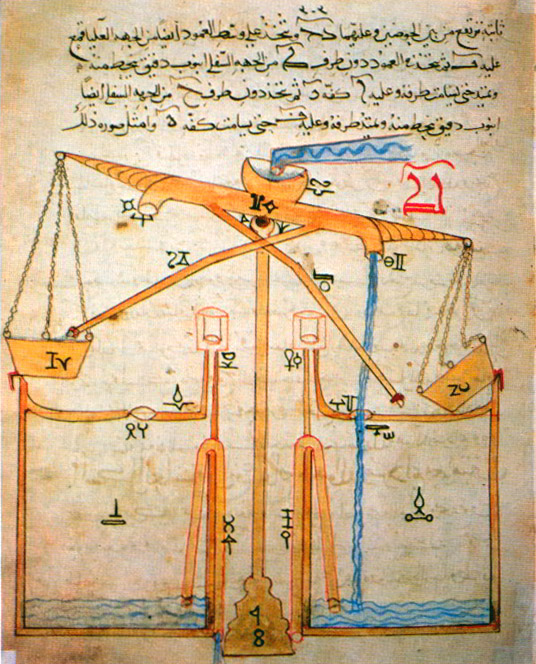
al-Jazari, llibre del.

Les ciències i tècniques musulmanes es desenvoluparen principalment a l'edat mitjana i 200 anys més, en el context polític de l'expansió musulmana. El món musulmà va tenir el seu apogeu entre el segle viii i el segle xiv, parlant-se d'aquest període com l'edat d'or de la ciència àrab.
El seu desenvolupament s'inicia a la ciutat de Damasc dels últims omeies i a la Bagdad dels primers abbàssides. Això fou degut principalment a una apropiació del saber a causa de la traducció massiva d'obres de l'antiguitat, que tractaven temes de física, matemàtiques, astronomia i medicina; traduccions que contribuïren a la creació d'una cultura àrab clàssica, mai més igualada en aquella zona geogràfica posteriorment.
En aquest context, la llengua àrab, llengua litúrgica de l'islam, tindrà un paper essencial com eina i vehicle d'aquesta cultura, que no era només una simple traducció del pensament grec, car s'havia complementat amb nombroses innovacions: la seva situació de punt de trobada entre Orient i Occident permeté a l'imperi àrab d'adoptar en part algunes influències índies i xineses al respecte.

## Literatura
L'obra més influent en la literatura musulmana, no només pel caràcter religiós que té sinó també per la seva complexa redacció i qualitat literària, és l'Alcorà, l'obra més complexa de les escrites fins aleshores en àrab. El llenguatge de l'Alcorà és conegut com a àrab clàssic. Juntament amb l'Alcorà, en els primers temps de la literatura musulmana es troba una quantitat significativa de textos religiosos de poderosa significació i abast, com les sunnes, el tafsir o comentaris sobre l'Alcorà i les paraules d'Alí recopilades a Nahj al-Balaghah (El camí de l'eloqüència).

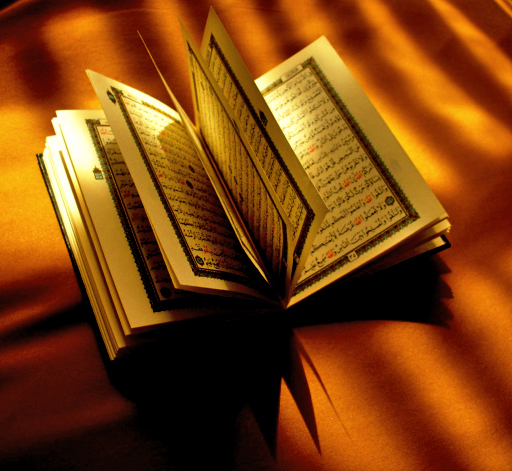
L'Alcorà

En iniciar-se les cerques per part dels primers musulmans sobre la vida de Mahoma i el significat dels hadits, es comença a generar el desenvolupament d'una veritable erudició islàmica, els cims de la qual es troben sobretot en el camp de la poesia, a més del desenvolupament de diverses àrees literàries, com les biografies del profeta escrites una per Wahb ibn al-Munàbbih i la més reconeguda feta per Muhàmmad ibn Ishaq, els estudis gramàtics encarregats pel califa Alí a Abu-l-Àswad ad-Dualí i perfeccionats per Sibawayh, i el primer diccionari d'àrab fet per Al-Khalil ibn Àhmad.
Les obres literàries de major reconeixement de la cultura musulmana són les cròniques de viatges, iniciades per Ibn Khurradadhbih, però amb el seu major geni en els relats d'Ibn Battuta. En el camp de la història, l'obra Al-Muqaddima d'Ibn Khaldun no té comparació dins del context àrab clàssic. En el camp de la prosa fictícia d'origen popular, destaquen les obres Les mil i una nits, Aladí i la llàntia meravellosa, Alí Babà i els quaranta lladres i Sinbad el marí.
En l'època clàssica, l'ús d'una única llengua a tot el territori donà un sentit d'unicitat a l'art islàmic, que des d'un començament va tenir un sentit refinat, reflectit a la seva cal·ligrafia. Aquest art va ser present en tot l'espai geogràfic ubicat entre Espanya i l'Índia, juntament amb altres zones poblades per musulmans.

## Artesania
Tot i que pràcticament no hi ha un desenvolupament de l'escultura a l'art islàmic, si és destacable el treball realitzat en objectes de metall, ivori i ceràmica, objectes elaborats amb una gran perfecció tècnica. També és destacable el nivell de les pintures i il·lustracions de llibres (sagrats i profans) que es dugueren a terme a l'antiguitat.

## Arquitectura

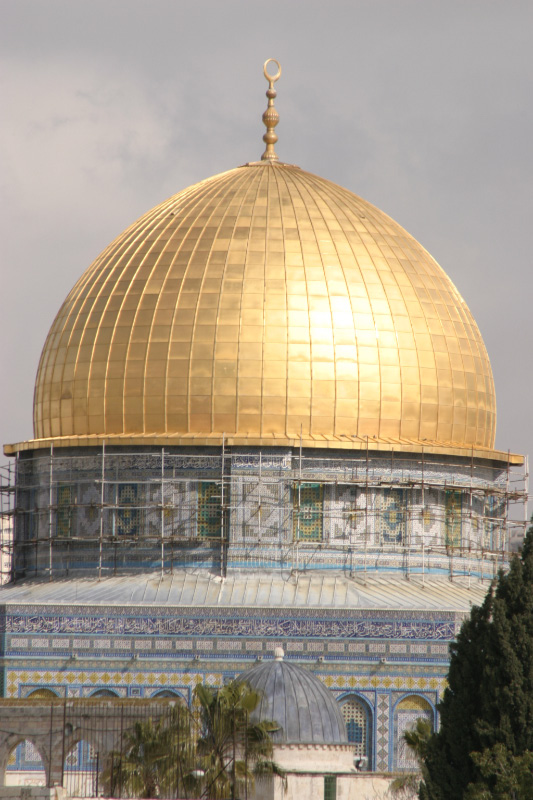
La Cúpula de la Roca és un exemple clau de l'arquitectura islàmica

L'arquitectura té una funció summament especifica al món islàmic, i això és visible tant a les seves mesquites com a les seves madrasses, estructures construïdes en les més diverses formes i varietats.

## Música
La música àrab es classifica en tres tipus: clàssica, sentimental i tradicional. S'hi poden trobar des de peces de música secular i popular fins a algunes de caràcter eminentment religiós. És particular l'enfocament que la música àrab atorga a la melodia i el ritme, genera una música homofònica i contraposada a la qüestió harmònica.
Part dels conceptes musicals àrabs han entrat en contacte amb la música d'altres latituds, destacant la seva presència en el flamenc europeu i en ritmes africans, tant amazics com suahilis.